# لونگو
لونگو شهری در شهرستان سابسه در استان بام در بورکینافاسوی شمالی است و جمعیت آن ۷۲۳ نفر است.